# Choroba central core

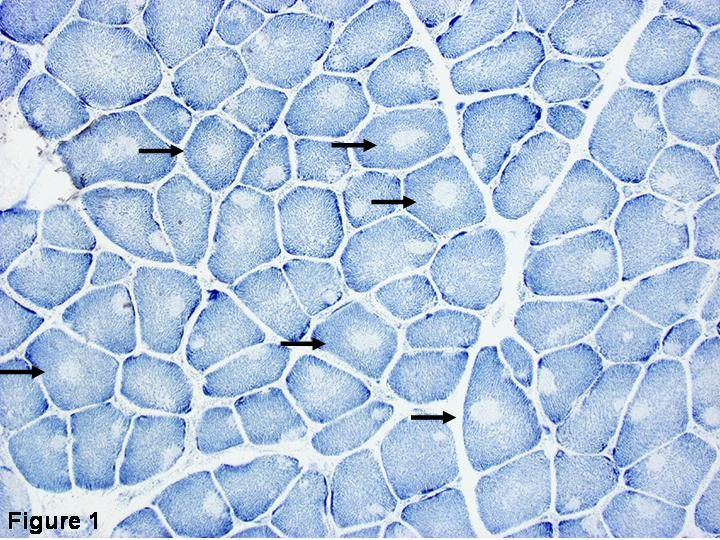
Obraz histologiczny bioptatu mięśnia prostego ręki pacjenta z CCD, przekrój poprzeczny. Barwienie na obecność NADH-TR. Strzałki wskazują patognomoniczne „rdzenie” (cores) we włóknach mięśniowych

Choroba central core (ang. central core disease, CCD) – miopatia wrodzona spowodowana mutacją genu RYR1 kodującego białko receptora rianodynowego, o autosomalnym dominującym typie dziedziczenia.

## Historia
Chorobę opisali jako pierwsi Shy i Maggee w 1956 roku.

## Objawy i przebieg
Choroba objawia się wrodzoną wiotkością, opóźnieniem rozwoju ruchowego, wadami układu kostno-stawowego, cechami dysmorficznymi.

## Rozpoznanie
Rozpoznanie stawiane jest na podstawie badania histopatologicznego wycinka mięśnia.